# Malocampa amanthis
Malocampa amanthis är en fjärilsart som beskrevs av William Schaus 1906. Malocampa amanthis ingår i släktet Malocampa och familjen tandspinnare. Inga underarter finns listade i Catalogue of Life.